# Pluto (ninfa)
Nella mitologia greca, Pluto (in greco antico: Πλουτώ?, Ploutó, "ricchezza") era la madre di Tantalo; gran parte delle fonti indica come padre di Tantalo Zeus, mentre uno scolio ad Euripide, Oreste, 5 indica Tmolo come padre di Tantalo. Secondo Igino, il padre di Pluto era Imante, mentre altre fonti riportano Crono.